# North Warrandyte
North Warrandyte är en del av en befolkad plats i Australien. Den ligger i kommunen Nillumbik och delstaten Victoria, omkring 24 kilometer nordost om delstatshuvudstaden Melbourne. Antalet invånare är 2 954.
Runt North Warrandyte är det mycket tätbefolkat, med 1 056 invånare per kvadratkilometer.. Närmaste större samhälle är Eltham, nära North Warrandyte.
I omgivningarna runt North Warrandyte växer i huvudsak städsegrön lövskog. Genomsnittlig årsnederbörd är 1 244 millimeter. Den regnigaste månaden är juli, med i genomsnitt 140 mm nederbörd, och den torraste är januari, med 49 mm nederbörd.